# Byssoloma vanderystii
Byssoloma vanderystii är en lavart som beskrevs av Sérus. Byssoloma vanderystii ingår i släktet Byssoloma och familjen Pilocarpaceae.   Inga underarter finns listade i Catalogue of Life.